# Allen Chang
Allen Chang ist ein professioneller US-amerikanischer Pokerspieler. Er ist zweifacher Braceletgewinner der World Series of Poker.

## Pokerkarriere

### Werdegang
Chang erzielte seine ersten Geldplatzierungen bei Live-Pokerturnieren ab Oktober 2006 in Verona im US-Bundesstaat New York. Ende April 2010 erhielt er beim Main Event der Borgata Spring Poker Open in Atlantic City für seinen siebten Platz knapp 50.000 US-Dollar. Ende Mai 2010 war der Amerikaner erstmals bei der World Series of Poker (WSOP) im Rio All-Suite Hotel and Casino in Paradise am Las Vegas Strip erfolgreich und kam bei einem Turnier der Variante Omaha Hi/Lo 8 sowie später auch bei einem Event in No Limit Hold’em in die Geldränge. Beim PokerStars Caribbean Adventures auf den Bahamas gewann er Mitte Januar 2011 in der gemischten Variante 8-Game sein erstes Live-Turnier und sicherte sich den Hauptpreis von über 20.000 US-Dollar. Bei der aufgrund der COVID-19-Pandemie erstmals im Juli 2020 auf WSOP.com ausgespielten World Series of Poker Online (WSOPO) gewann Chang ein Freezeout-Turnier. Dafür setzte er sich unter dem Nickname Acnyc718 gegen 853 andere Spieler durch und sicherte sich eine Siegprämie von mehr als 160.000 US-Dollar sowie ein Bracelet. Ende August 2020 kam er auch beim Main Event der Serie, das auf der Plattform GGPoker gespielt wurde, auf die bezahlten Plätze. Bei der WSOPO 2021 entschied der Amerikaner auf WSOP.com ein Turnier  in Omaha Hi/Lo 8 für sich und erhielt sein zweites Bracelet sowie den Hauptpreis von über 60.000 US-Dollar. Bei der mittlerweile im Horseshoe Las Vegas und Paris Las Vegas ausgespielten WSOP 2023 erreichte er den sechsten Turniertag im Main Event und schied dort auf dem mit mehr als 150.000 US-Dollar dotierten 56. Platz aus.
Insgesamt hat sich Chang mit Poker bei Live-Turnieren knapp 400.000 US-Dollar erspielt.

### Braceletübersicht
Chang kam bei der WSOP 36-mal ins Geld und gewann zwei Bracelets:
| Jahr   | Buy-in (in $) | Turnier                               | Teilnehmer | Preisgeld (in $) |
| ------ | ------------- | ------------------------------------- | ---------- | ---------------- |
| 2020 O | 1000          | WSOP.com – No Limit Hold’em Freezeout | 854        | 161.286          |
| 2021 O | 0600          | WSOP.com – PLO8 6-Handed              | 498        | 061.394          |